# Sokol Maliqi
Sokol Maliqi (ur. 24 grudnia 1981 w Prisztinie) – szwajcarski piłkarz oraz trener pochodzenia kosowskiego, były członek szwajcarskiej reprezentacji U-17.